# Berijev A-100
Beriev A-100 je načrtovano rusko letalo za zgodnje opozarjanje in kontrolo. Zasnovano je na osnovi transportnega letala Il-76MD-90A (Il-476) in bo nasledilo Beriev A-50 "Mainstay". Avionika in konfiguracija bo podobna kot na A-50U, razlika bo AESA radar Vega Premier .